# Richard McDonald
Richard McDonald (ur. 11 stycznia 1980) – brytyjski lekkoatleta specjalizujący się w biegach płotkarskich i sprinterskich. 
Największy sukces w karierze odniósł w 1999 r. w Rydze, zdobywając na mistrzostwach Europy juniorów srebrny medal w biegu na 400 m ppł (uzyskany czas: 51,62).
Rekordy życiowe:
- bieg na 400 metrów (stadion) – 47,67 (29 lipca 2001, Derby)
- bieg na 400 metrów (hala) – 48,84 (31 stycznia 1998, Glasgow)
- bieg na 800 metrów (stadion) – 1:51,48 (14 czerwca 2003, Eton)
- bieg na 800 metrów (hala) – 1:55,41 (23 lutego 2002, Los Angeles)
- bieg na 400 metrów przez płotki (stadion) – 50,70 (17 sierpnia 2001, Namur)